# قوبيون أيبيري
القوبيون الأيبيري (الاسم العلمي: Gobio lozanoi) نوع من القوبيون، سمك صغير من فصيلة الشبوطيات، متوطن فقط في شبه جزيرة أيبيريا وفرنسا.